# گمینا اوپوروو
گمینا اوپوروو (به لهستانی:  Gmina Oporów) یک گمینا در لهستان است که در شهرستان کوتنو واقع شده‌است. گمینا اوپوروو ۶۷٫۷ کیلومتر مربع مساحت و ۲٬۷۵۳ نفر جمعیت دارد.